# Kecamatan Bekasi Selatan
Kecamatan Bekasi Selatan är ett distrikt i Indonesien.   Det ligger i provinsen Jawa Barat, i den västra delen av landet, 17 km öster om huvudstaden Jakarta.